# Lista de igrejas católicas em Salvador

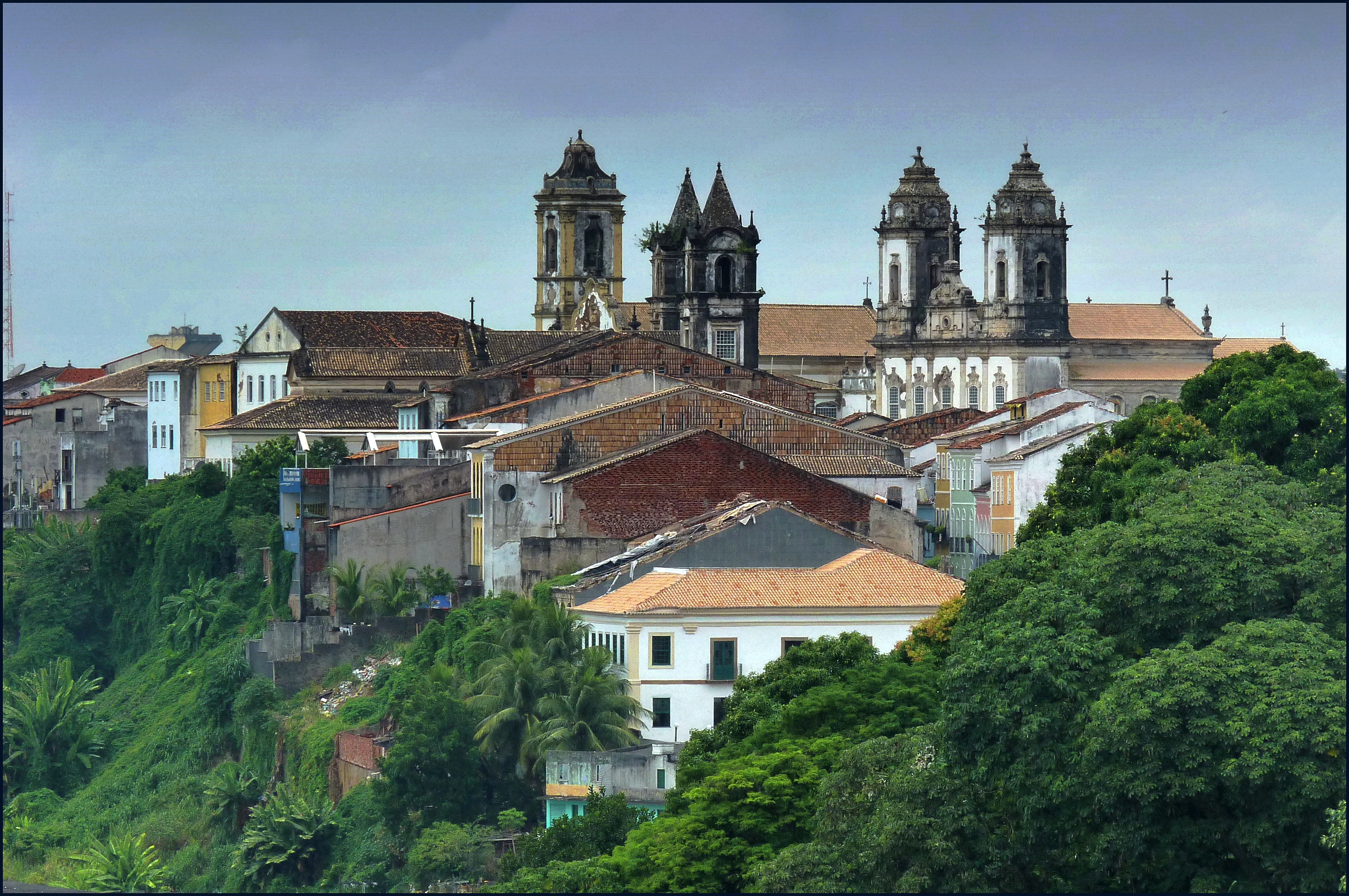
Dentre construções à beira da encosta da falha tectônica de Salvador, que separa em Cidade Alta e Cidade Baixa, destacam-se as torres de três igrejas do Centro Histórico.

Esta é uma lista de igrejas católicas em Salvador, município capital do estado brasileiro da Bahia. Salvador é conhecida por ter uma igreja para cada dia do ano, tal como retrata a canção 365 Igrejas de Dorival Caymmi. Contudo, são 372 templos católicos no município. Destes templos, quatro são basílicas e ainda há 101 paróquias, 680 comunidades católicas e três diaconias, todas sob a estrutura da Arquidiocese de São Salvador da Bahia. A quantidade de igrejas em Salvador tem estreita relação com a história soteropolitana, uma vez que as instituições católicas (incluindo as irmandades e ordens terceiras) se desenvolveram em relações também políticas com a sociedade de Salvador e com o Estado brasileiro, a despeito da separação Igreja-Estado no fim do século XIX.
As arquidioceses são parte integrante da estrutura administrativa hierárquica da Igreja Católica e entendidas como "porção do povo de Deus para o pastoreio de um Bispo". A bula papal Super specula militantis ecclesiae, de 1551, criou em Salvador a primeira circunscrição eclesiástica da Igreja Católica no Brasil. Dessa maneira, o sacerdote titular da arquidiocese recebeu em 1676 o título de Primaz. Além de sé primacial do Brasil, a posição hierárquica como arquidiocese coloca dioceses menores ou mais novas como sufragâneas à de Salvador, agrupando-as em uma província eclesiástica. Historicamente, da Arquidiocese de São Salvador da Bahia tem origem ou foram sufragâneas a Arquidiocese de São Sebastião do Rio de Janeiro e a Arquidiocese de Olinda e Recife, dentre outras circunscrições católicas no país. A arquidiocese teve como sua igreja-sede a antiga Sé da Bahia até quando foi demolida e a designação foi transferida para a Catedral Metropolitana Transfiguração do Senhor, desde então Catedral Basílica Primacial São Salvador.
Aspectos relativos à história, arquitetura, festividades e devoção entorno das igrejas motivam o turismo religioso de cem mil pessoas em toda a Bahia, segundo a Secretaria de Turismo do Estado da Bahia em 2014. Em termos de visitação turística, os templos católicos soteropolitanos de destaque são a Basílica do Senhor do Bonfim, a Igreja e Convento de São Francisco, a Santuário de Irmã Dulce e a Catedral Basílica de Salvador, de acordo com o 5.º Boletim da Rede de Inteligência de Mercado no Turismo, publicação de 2019 do Ministério do Turismo. Para além dos aspectos históricos já abordados, várias das igrejas são tombadas por entidades de preservação do patrimônio cultural e histórico brasileiro, como o Instituto do Patrimônio Histórico e Artístico Nacional (IPHAN) e o Instituto do Patrimônio Artístico e Cultural da Bahia (IPAC). A Basílica de Nossa Senhora da Conceição da Praia, a Igreja da Ordem Terceira do Carmo de Salvador e a igreja da Santa Casa de Misericórdia são exemplos de igrejas tombadas na esfera federal (pelo IPHAN), já a Igreja de Nossa Senhora de Loreto, a Igreja de Nossa Senhora de Guadalupe e a Igreja de Nossa Senhora de Brotas são exemplos na esfera estadual (pelo IPAC). Na esfera municipal, a Igreja da Ascensão do Senhor é a única com tal estatuto protetivo. No campo das festividades, a Lavagem do Bonfim abrange uma procissão entre as basílicas da Conceição da Praia e do Bonfim e os eventos em torno de Irmã Dulce conectam seu santuário à igreja do Bonfim num circuito designado "Caminho da Fé". Quanto à devoção, a Paróquia Nossa Senhora dos Alagados e São João Paulo II foi visitada por três pessoas santas (Santa Teresa de Calcutá, São João Paulo II e Santa Dulce dos Pobres), o que a qualifica como "terra santa", como também há as capelas onde estão enterradas a Santa Dulce (Capela das Relíquias do Santuário da Bem-Aventurada Dulce dos Pobres, ao lado do seu Memorial) e a Beata Lindalva (Capela das Relíquias da Beata Lindalva). Adicionalmente, a Basílica da Conceição da Praia está dedicada à padroeira da Bahia, assim designada em 1946.

## Igrejas católicas
Na tabela abaixo são listadas as igrejas católicas soteropolitanas e algumas informações complementares: uma imagem significativa (geralmente da fachada) e outra do interior da igreja, a data de fundação e o bairro de localização, a designação de patrimônio pelo IPHAN ou IPAC (se for o caso) e as coordenadas geográficas, em uma hiperligação que leva a um mapa com a localização da igreja no município de Salvador. Não estão listadas igrejas demolidas, tal como a antiga Sé da Bahia e a antiga Igreja de São Pedro, ou igrejas que foram destinadas a novas funções, como Igreja de Nossa Senhora da Barroquinha (transformada em Espaço Cultural da Barroquinha) e a Igreja e Convento de Santa Teresa (sede do Museu de Arte Sacra).
| Imagem | Igreja                                                                  | Data de fundação | Designação de patrimônio                                                                         | Localização                    | Coordenadas                  | Imagem interna | Referência |
| ------ | ----------------------------------------------------------------------- | ---------------- | ------------------------------------------------------------------------------------------------ | ------------------------------ | ---------------------------- | -------------- | ---------- |
|        | Basílica de Nossa Senhora da Conceição da Praia                         | 1767             | Património de Influência Portuguesa (base de dados) bem tombado pelo IPHAN                       |                                | 12° 58′ 31″ S, 38° 30′ 51″ O |                |            |
|        | Basílica de São Sebastião                                               |                  |                                                                                                  |                                | 12° 58′ 45″ S, 38° 30′ 51″ O |                |            |
|        | Capela Nossa Senhora da Piedade e Recolhimento do Bom Jesus dos Perdões | década de 1700   | Património de Influência Portuguesa (base de dados) bem tombado pelo IPHAN                       |                                | 12° 57′ 52″ S, 38° 30′ 10″ O |                |            |
|        | Capela da Ajuda                                                         | 1912             | bem tombado pelo IPHAN bem tombado pelo IPAC                                                     |                                | 12° 58′ 34″ S, 38° 30′ 47″ O |                |            |
|        | Capela da Casa da Providência                                           | 1855             | bem tombado pelo IPAC                                                                            | Saúde                          | 12° 57′ 59″ S, 38° 30′ 32″ O |                |            |
|        | Capela das Relíquias da Beata Lindalva                                  |                  |                                                                                                  | Barris                         | 12° 59′ 10″ S, 38° 30′ 54″ O |                |            |
|        | Capela de Nossa Senhora das Neves                                       | 1552             | Património de Influência Portuguesa (base de dados) bem tombado pelo IPHAN                       |                                | 12° 47′ 36″ S, 38° 31′ 12″ O |                |            |
|        | Capela de Nossa Senhora do Loreto                                       | 1645             | Património de Influência Portuguesa (base de dados) bem tombado pelo IPAC                        |                                | 12° 45′ 27″ S, 38° 37′ 26″ O |                |            |
|        | Capela de Nossa Senhora do Rosário                                      |                  |                                                                                                  | Dois de Julho Centro           | 12° 59′ 03″ S, 38° 31′ 01″ O |                |            |
|        | Capela de São Pedro Gonçalves do Corpo Santo                            | 1711             | bem tombado pelo IPHAN bem tombado pelo IPAC                                                     |                                | 12° 58′ 24″ S, 38° 30′ 47″ O |                |            |
|        | Casa Pia de São Joaquim                                                 | 1709             | Património de Influência Portuguesa (base de dados) bem tombado pelo IPHAN                       |                                | 12° 56′ 59″ S, 38° 30′ 01″ O |                |            |
|        | Igreja Nossa Senhora dos Mares                                          |                  |                                                                                                  | Mares                          | 12° 56′ 33″ S, 38° 30′ 00″ O |                |            |
|        | Igreja São Brás de Plaforma                                             |                  | bem tombado pelo IPAC                                                                            | Plataforma                     | 12° 53′ 45″ S, 38° 29′ 27″ O |                |            |
|        | Igreja da Ascensão do Senhor                                            |                  | bem tombado ou registrado pela FGM                                                               | Centro Administrativo da Bahia | 12° 57′ 13″ S, 38° 25′ 51″ O |                |            |
|        | Igreja da Misericórdia                                                  |                  | Património de Influência Portuguesa (base de dados) bem tombado pelo IPHAN                       |                                | 12° 58′ 26″ S, 38° 30′ 43″ O |                |            |
|        | Igreja da Ordem Terceira da Nossa Senhora da Conceição do Boqueirão     | 1728             | Património de Influência Portuguesa (base de dados) bem tombado pelo IPHAN                       |                                | 12° 57′ 59″ S, 38° 30′ 21″ O |                |            |
|        | Igreja da Ordem Terceira da Santíssima Trindade                         | 1739             |                                                                                                  |                                | 12° 57′ 37″ S, 38° 30′ 11″ O |                |            |
|        | Igreja da Ordem Terceira de São Domingos                                | 1709             | Património de Influência Portuguesa (base de dados) bem tombado pelo IPHAN                       |                                | 12° 58′ 25″ S, 38° 30′ 34″ O |                |            |
|        | Igreja da Ordem Terceira de São Francisco                               | 1709             | Património de Influência Portuguesa (base de dados) bem tombado pelo IPHAN                       |                                | 12° 58′ 28″ S, 38° 30′ 32″ O |                |            |
|        | Igreja da Ordem Terceira do Carmo                                       | 1803             | Património de Influência Portuguesa (base de dados) bem tombado pelo IPHAN                       |                                | 12° 58′ 10″ S, 38° 30′ 28″ O |                |            |
|        | Igreja da Palma                                                         | 1630             | Património de Influência Portuguesa (base de dados) bem tombado pelo IPHAN                       |                                | 12° 58′ 40″ S, 38° 30′ 39″ O |                |            |
|        | Igreja de Nossa Senhora da Conceição da Lapinha                         | 1771             |                                                                                                  | Lapinha                        | 12° 57′ 20″ S, 38° 30′ 02″ O |                |            |
|        | Igreja de Nossa Senhora da Glória e Saúde                               | 1723             | Património de Influência Portuguesa (base de dados) bem tombado pelo IPHAN                       |                                | 12° 58′ 21″ S, 38° 30′ 21″ O |                |            |
|        | Igreja de Nossa Senhora da Penha                                        | 1742             | bem tombado pelo IPHAN                                                                           |                                | 12° 54′ 34″ S, 38° 29′ 48″ O |                |            |
|        | Igreja de Nossa Senhora da Vitória                                      | 1561             | bem tombado pelo IPHAN bem tombado pelo IPAC                                                     | Vitória                        | 12° 59′ 46″ S, 38° 31′ 41″ O |                |            |
|        | Igreja de Nossa Senhora de Brotas                                       | 1714             | bem tombado pelo IPAC                                                                            |                                | 12° 59′ 21″ S, 38° 28′ 56″ O |                |            |
|        | Igreja de Nossa Senhora de Guadalupe                                    |                  | bem tombado pelo IPAC                                                                            | Ilha dos Frades                | 12° 48′ 50″ S, 38° 38′ 29″ O |                |            |
|        | Igreja de Nossa Senhora de Nazaré                                       |                  |                                                                                                  |                                | 12° 58′ 29″ S, 38° 30′ 09″ O |                |            |
|        | Igreja de Nossa Senhora de Sant'Ana                                     | década de 1800   |                                                                                                  | Ilha de Maré                   | 12° 47′ 24″ S, 38° 31′ 58″ O |                |            |
|        | Igreja de Nossa Senhora do Rosário dos Pretos                           | 1709             | Património de Influência Portuguesa (base de dados) bem tombado pelo IPHAN                       |                                | 12° 58′ 16″ S, 38° 30′ 29″ O |                |            |
|        | Igreja de Nossa do Pilar e Santa Luzia                                  | 1756             | bem tombado pelo IPHAN Património de Influência Portuguesa (base de dados)                       |                                | 12° 57′ 58″ S, 38° 30′ 24″ O |                |            |
|        | Igreja de Nosso Senhor do Bonfim                                        | 1772             | bem tombado pelo IPHAN Património de Influência Portuguesa (base de dados)                       |                                | 12° 55′ 25″ S, 38° 30′ 29″ O |                |            |
|        | Igreja de Santa Bárbara                                                 |                  |                                                                                                  | Liberdade                      | 12° 57′ 10″ S, 38° 30′ 08″ O |                |            |
|        | Igreja de Santana                                                       |                  | bem de interesse histórico e/ou cultural                                                         |                                | 13° 00′ 41″ S, 38° 29′ 31″ O |                |            |
|        | Igreja de Santo Antônio Além do Carmo                                   | 1648             |                                                                                                  | Santo Antônio                  | 12° 57′ 49″ S, 38° 30′ 12″ O |                |            |
|        | Igreja de Santo Antônio da Barra                                        |                  | Património de Influência Portuguesa (base de dados) bem tombado pelo IPHAN                       |                                | 13° 00′ 05″ S, 38° 31′ 56″ O |                |            |
|        | Igreja de Santo Antônio da Mouraria                                     | 1724             | bem tombado pelo IPHAN bem tombado pelo IPAC                                                     |                                | 12° 58′ 50″ S, 38° 30′ 38″ O |                |            |
|        | Igreja de São Bartolomeu de Pirajá                                      | década de 1700   |                                                                                                  |                                | 12° 54′ 07″ S, 38° 27′ 29″ O |                |            |
|        | Igreja de São Joaquim                                                   |                  | bem tombado pelo IPHAN                                                                           | Calçada                        | 12° 56′ 59″ S, 38° 30′ 02″ O |                |            |
|        | Igreja de São Lázaro e São Roque                                        | década de 1700   | bem tombado pelo IPAC Património de Influência Portuguesa (base de dados)                        |                                | 13° 00′ 28″ S, 38° 30′ 43″ O |                |            |
|        | Igreja de São Miguel                                                    | 1732             | bem tombado pelo IPHAN Património de Influência Portuguesa (base de dados)                       |                                | 12° 58′ 27″ S, 38° 30′ 28″ O |                |            |
|        | Igreja de São Pedro dos Clérigos                                        | 1802             | bem tombado pelo IPHAN Património de Influência Portuguesa (base de dados)                       |                                | 12° 58′ 23″ S, 38° 30′ 34″ O |                |            |
|        | Igreja do Carmo de Salvador                                             |                  | Património de Influência Portuguesa (base de dados) bem tombado pelo IPHAN                       |                                | 12° 58′ 09″ S, 38° 30′ 26″ O |                |            |
|        | Igreja do Santíssimo Sacramento da Rua do Passo                         |                  | Património de Influência Portuguesa (base de dados) bem tombado pelo IPHAN                       |                                | 12° 58′ 11″ S, 38° 30′ 30″ O |                |            |
|        | Igreja do Santíssimo Sacramento e Sant'Ana                              | 1747             | bem tombado pelo IPHAN Património de Influência Portuguesa (base de dados)                       |                                | 12° 58′ 37″ S, 38° 30′ 31″ O |                |            |
|        | Igreja do Senhor Bom Jesus dos Aflitos                                  | 1748             |                                                                                                  |                                | 12° 59′ 02″ S, 38° 31′ 12″ O |                |            |
|        | Igreja dos Quinze Mistérios                                             | 1829             |                                                                                                  |                                | 12° 58′ 01″ S, 38° 30′ 18″ O |                |            |
|        | Igreja e Abadia de Nossa Senhora da Graça                               | década de 1600   | Património de Influência Portuguesa (base de dados) bem tombado pelo IPHAN                       |                                | 12° 59′ 58″ S, 38° 31′ 25″ O |                |            |
|        | Igreja e Convento de Nossa Senhora da Piedade                           | década de 1700   |                                                                                                  |                                | 12° 59′ 00″ S, 38° 30′ 52″ O |                |            |
|        | Igreja e Convento de Nossa Senhora da Soledade                          |                  | Património de Influência Portuguesa (base de dados)                                              |                                | 12° 57′ 28″ S, 38° 29′ 57″ O |                |            |
|        | Igreja e Convento de Nossa Senhora de Conceição da Lapa                 | 1734             | bem tombado pelo IPHAN Património de Influência Portuguesa (base de dados)                       |                                | 12° 58′ 52″ S, 38° 30′ 41″ O |                |            |
|        | Igreja e Convento de Santa Clara do Desterro                            | 1681             | Património de Influência Portuguesa (base de dados) bem tombado pelo IPHAN                       |                                | 12° 58′ 37″ S, 38° 30′ 24″ O |                |            |
|        | Igreja e Convento de São Francisco                                      | 1713             | Património de Influência Portuguesa (base de dados) bem tombado pelo IPHAN                       |                                | 12° 58′ 29″ S, 38° 30′ 33″ O |                |            |
|        | Igreja e Convento de São Raimundo                                       | década de 1700   |                                                                                                  |                                | 12° 59′ 06″ S, 38° 31′ 01″ O |                |            |
|        | Igreja e Hospício de Nossa Senhora da Boa Viagem                        | 1712             | Património de Influência Portuguesa (base de dados) bem tombado pelo IPHAN bem tombado pelo IPAC | Boa Viagem                     | 12° 55′ 53″ S, 38° 30′ 50″ O |                |            |
|        | Igreja e Mosteiro de Nossa Senhora do Monte Serrat                      |                  | Património de Influência Portuguesa (base de dados) bem tombado pelo IPHAN                       |                                | 12° 55′ 44″ S, 38° 31′ 09″ O |                |            |
|        | Mosteiro de São Bento                                                   | 1582             | Património de Influência Portuguesa (base de dados) bem tombado pelo IPHAN                       |                                | 12° 58′ 45″ S, 38° 30′ 50″ O |                |            |
|        | Paróquia Nossa Senhora dos Alagados e São João Paulo II                 | 1980             |                                                                                                  | Uruguai                        | 12° 55′ 48″ S, 38° 29′ 36″ O |                |            |
|        | Paróquia de Sant'ana do Rio Vermelho                                    |                  |                                                                                                  |                                | 13° 00′ 46″ S, 38° 29′ 31″ O |                |            |
|        | Paróquia de São Francisco de Assis                                      |                  |                                                                                                  | Saramandaia                    | 12° 58′ 26″ S, 38° 28′ 12″ O |                |            |
|        | Santuário Nossa Senhora Educadora                                       | 2005             |                                                                                                  | Ondina                         | 13° 00′ 35″ S, 38° 30′ 37″ O |                |            |
|        | Santuário de Nossa Senhora Auxiliadora‎                                  | 1938             |                                                                                                  | Nazaré                         | 12° 58′ 21″ S, 38° 30′ 15″ O |                |            |

∑ 62 items.